# Agrarwissenschaftszentrum Weihenstephan

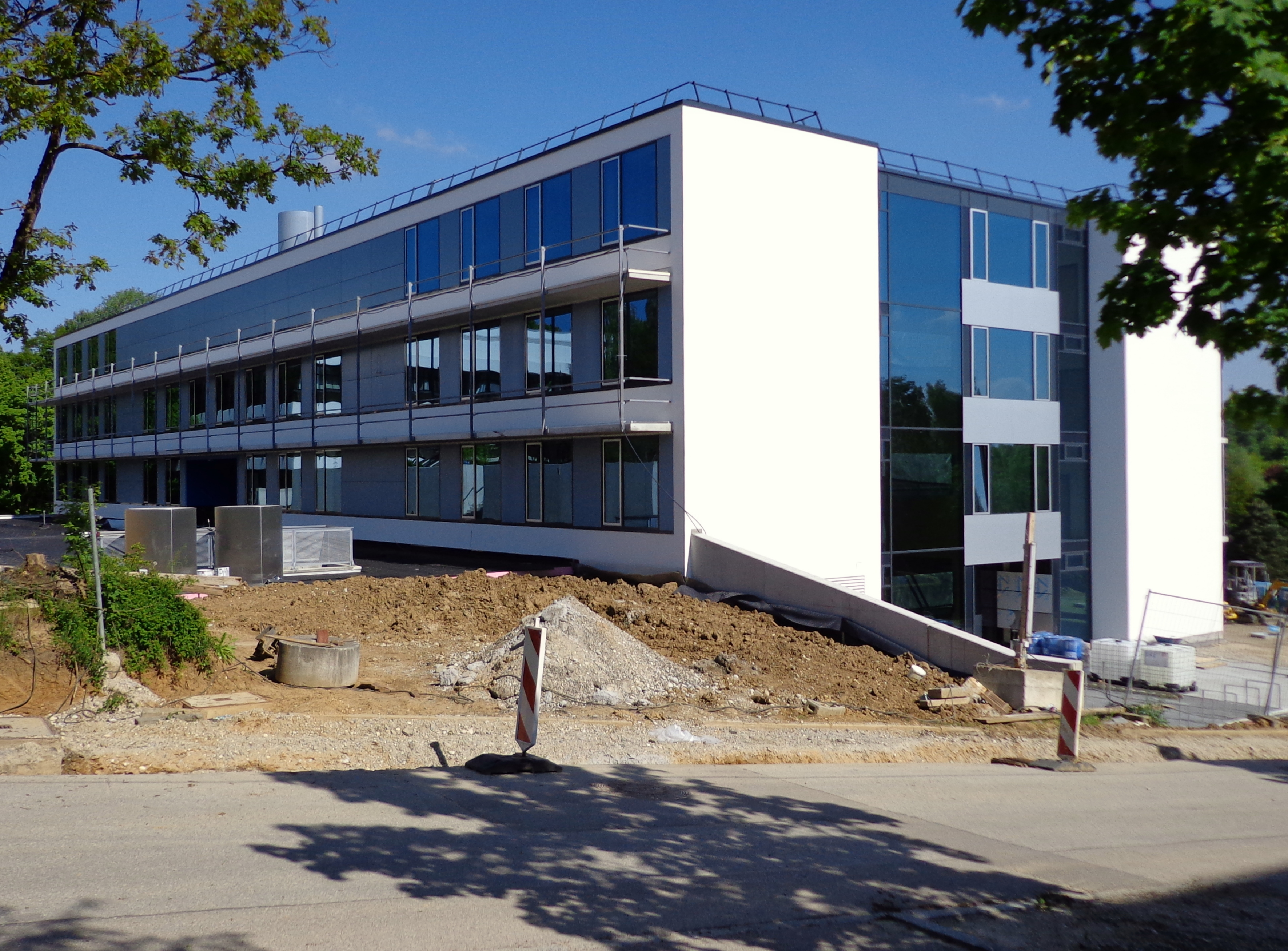
Neues Hans-Eisenmann-Zentrum des WZW der TUM

Das Agrarwissenschaftszentrum Weihenstephan ist eine Lehr- und Forschungskooperation zwischen der Technischen Universität München, der Hochschule Weihenstephan-Triesdorf und der Bayerischen Landesanstalt für Landwirtschaft. Grundlage der Zusammenarbeit ist eine Kooperationsvereinbarung, die am 4. April 2011 von Landwirtschaftsminister Helmut Brunner, Wissenschaftsminister Wolfgang Heubisch und den Präsidenten der drei Einrichtungen, Wolfgang A. Herrmann, Hermann Heiler und Jakob Opperer unterzeichnet wurde.

## Organisation
Die räumliche sowie thematisch fachliche Konzentration der drei Institutionen am Campus Freising-Weihenstephan bietet die Basis für die Bündelung der Kompetenzen in der Grundlagen-, der Ressort- und der angewandten Forschung und somit für eine intensive Zusammenarbeit in der agrarwissenschaftlichen Ausbildung und Forschung.
Das jeweils eigenständiges Profil wird gewahrt:
- die Ausrichtung der Technischen Universität München auf die system- und grundlagenorientierte Forschung und Ausbildung von Studierenden,
- die Konzentration der Hochschule Weihenstephan-Triesdorf auf die anwendungsbezogene Lehre und anwendungsbezogene Forschungs- und Entwicklungsvorhaben,
- die Fokussierung der Bayerischen Landesanstalt für Landwirtschaft auf die umsetzungsorientierte, angewandte Forschung.

Die Kooperation wird begleitet durch ein Koordinierungsgremium und einen Beirat.

## Koordinierung
Die Koordinierung erfolgt über den Geschäftsführenden Direktor des Zentralinstituts Hans Eisenmann-Zentrum für Agrarwissenschaften sowie einen Vertreter der Hochschule Weihenstephan-Triesdorf und der Bayerischen Landesanstalt für Landwirtschaft. Der Vorsitz wechselt im dreijährlichen Turnus zwischen folgenden Institutionen:
- dem Geschäftsführenden Direktor des Hans Eisenmann-Zentrums (derzeit Johann Bauer)
- dem Dekan der Fakultät für Land- und Ernährungswirtschaft der Hochschule Weihenstephan-Triesdorf (derzeit Ulrich Bodmer)
- dem Leiter des Instituts für Landtechnik und Tierhaltung der Bayerischen Landesanstalt für Landwirtschaft (derzeit Georg Wendl)

## Beirat
Der Beirat des Agrarwissenschaftszentrums Weihenstephan trifft für die Kooperation Entscheidungen von grundsätzlicher Bedeutung.
Beiratsmitglieder sind: 
- Präsident der TU München
- Präsident der Hochschule Weihenstephan-Triesdorf
- Präsident der Bayerischen Landesanstalt für Landwirtschaft
- Vertreter des Bayerischen Staatsministeriums für Ernährung, Landwirtschaft und Forsten
- Vertreter des Bayerischen Staatsministeriums für Wissenschaft und Kunst

## Beteiligte Einrichtungen
1. Im Bereich der Technischen Universität München
- Fakultät Wissenschaftszentrum Weihenstephan für Ernährung, Landnutzung und Umwelt
- Zentralinstitut Hans Eisenmann-Zentrum für Agrarwissenschaften

2. Im Bereich der Hochschule Weihenstephan-Triesdorf
- Fakultät für Land- und Ernährungswirtschaft
- Fakultät für Gartenbau und Lebensmitteltechnologie
- Fakultät für Landwirtschaft (Triesdorf)

3. Im Bereich der Bayerischen Landesanstalt für Landwirtschaft
- Institute
- Zentrale Abteilungen

## Ziele und Aufgaben
Ziel des Agrarwissenschaftszentrums ist es, die Aktivitäten im Bereich der Agrar- und Gartenbauwissenschaften am Forschungsstandort Freising-Weihenstephan zu koordinieren sowie die Ressourcen zu bündeln, um Synergieeffekte zu erzielen.
Die Zusammenarbeit der drei Institutionen besteht in:
- der gegenseitigen Abstimmung und Ergänzung in Lehre und Forschung
- der gemeinsamen Initiierung und Durchführung von Forschungsvorhaben
- der Schaffung von Technologieplattformen
- der Vernetzung der Bibliotheken
- Ausrichtung von Instituten, Lehrstühlen und Professuren
- Abstimmung und Kooperation bei der Versuchstätigkeit auf den Versuchsstationen der Kooperationspartner
- Teilnahme in Gremien der Kooperationspartner

## Gemeinsame Forschungsprojekte
Im Bereich der Forschung kooperieren die beteiligten Einrichtungen der Technischen Universität München, der Hochschule Weihenstephan-Triesdorf und der Bayerischen Landesanstalt für Landwirtschaft in zahlreichen Projekten.
Seit 2005 haben die drei Institutionen in über 200 Forschungsvorhaben zusammengearbeitet.
Aktuelle gemeinsame Forschungsprojekte sind derzeit z. B.:
- Kupferminimierungs- und Vermeidungsstrategien für den ökologischen Kartoffelanbau
- nachhaltige Sicherung der Körnermaisproduktion durch Verbesserung der Resistenz gegen Maiszünsler
- Nachweis über die Dauer der Infektionsfähigkeit von Steinbrand und Zwergsteinbrandsporen im Boden, Stallmist und in der Gülle unter Berücksichtigung verschiedener Fruchtfolgen in Biobetrieben
- CORNET EFFICIENT WHEAT – Verbesserung der Stickstoffnutzungseffizienz beim europäischen Winterweizen unter Trockenstress
- Optimierung des Bewässerungsmanagements im Hopfenbau
- Synbreed: Ressourcenprojekt Rind
- WeGa Produkt- und Produktionssicherheit hochintensiver Pflanzenproduktion – Sicherheit und Produktkontrolle – Biologischer Nachweis relevanter Substratpathogene
- verfahrensökonomische Analysen zu möglichen Folgen des Klimawandels sowie der Klimaeffizienz auf die Landbewirtschaftung

## Zusammenarbeit in der Lehre
Im Bereich der Lehre besteht eine intensive Zusammenarbeit zwischen den drei Institutionen am Campus Weihenstephan.
Die zwei Master-Studiengänge Agrarmanagement und Nachwachsende Rohstoffe werden gemeinsam von der TU München und der Hochschule Weihenstephan-Triesdorf angeboten. Dozenten der Bayerischen Landesanstalt für Landwirtschaft wirken hierbei in zahlreichen Modulen – insbesondere durch Themen mit starkem Praxisbezug – mit.